# هوهانس آجمیان (خواننده)
هُوْهانِس آجمیان (ارمنی: Հովհաննես Աճեմյան؛ زاده ۱۱ ژانویهٔ ۱۸۴۰ در کنستانتینوپل - درگذشته ۷ ژوئن ۱۸۹۵) یک خواننده اهل ارمنی‌تبار ساکن امپراتوری عثمانی بود.

## جستارهای ویژه
- فهرست خوانندگان ارمنی